# Synagoge (Pont-à-Mousson)

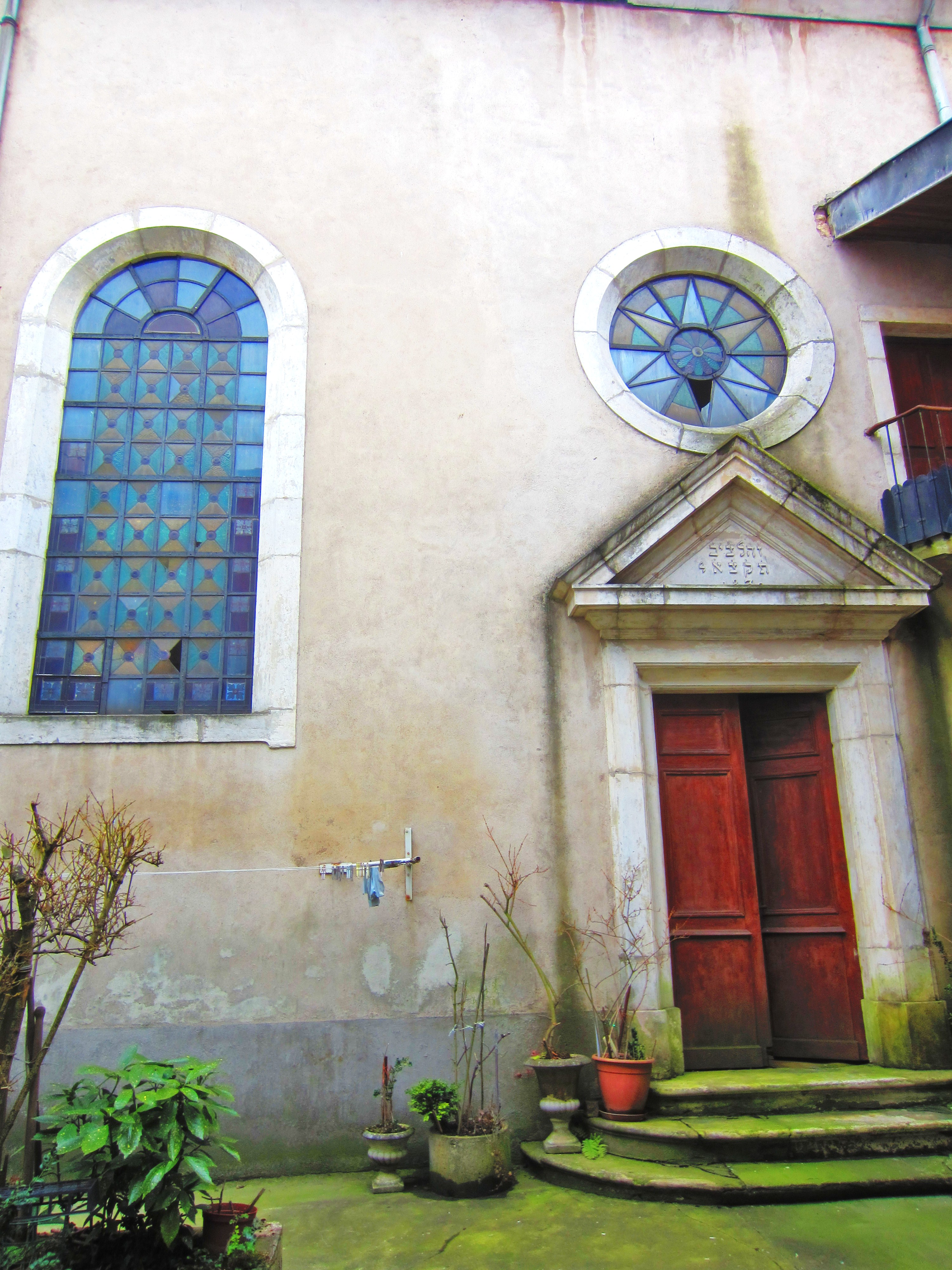
Synagoge in Pont-à-Mousson

Die Synagoge in Pont-à-Mousson, einer französischen Stadt im Département Meurthe-et-Moselle in der historischen Region Lothringen, wurde 1830 errichtet. Die profanierte Synagoge befindet sich in der Nr. 44 Rue Charles-Lepois, verdeckt hinter dem ehemaligen Rabbinerhaus. Seit 2014 ist die Synagoge als Monument historique klassifiziert.
Das Synagogengebäude wurde zu einem Wohnhaus umgebaut.